# ×Phyllosasa
× Phyllosasa là một chi thực vật có hoa trong họ Hòa thảo (Poaceae).

## Loài
Chi × Phyllosasa gồm các loài:
- × Phyllosasa tranquillans[5][6]